# Chlorophorus hauseri
Chlorophorus hauseri là một loài bọ cánh cứng trong họ Cerambycidae.